# Dieter Fricke (Historiker)
Dieter Fricke (* 21. Juni 1927 in Frankfurt (Oder)) ist ein deutscher Historiker. In der DDR baute er ab 1962 an der Friedrich-Schiller-Universität Jena eine „Arbeitsgruppe zur Geschichte der bürgerlichen Parteien“ auf, die sich eine unumstrittene Sonderstellung innerhalb der DDR-Geschichtswissenschaft erarbeitete. Als Leiter des Herausgeberkollektivs und Autor der meisten Einzelbeiträge verantwortete er die Hauptpublikationen der Arbeitsgruppe, das zweibändige Handbuch der Geschichte der bürgerlichen Parteien und anderer bürgerlicher Interessenorganisationen vom Vormärz bis zum Jahre 1945 (1968 u. 1970) und das vierbändige Lexikon zur Parteiengeschichte (1983–1986). Diese Werke wurden trotz ihrer marxistisch-leninistischen Ausrichtung auch von westlichen Historikern als wichtige wissenschaftliche Leistungen anerkannt. Auch Frickes zweibändiges Handbuch zur Geschichte der deutschen Arbeiterbewegungen (1987) gilt als Standardwerk. Ferner war Fricke hochschulpolitisch aktiv. Er beeinflusste maßgeblich die III. Hochschulreform der DDR (1965–1971), bei der die FSU Jena als „Beispielhochschule“ diente.

## Leben
Fricke beantragte am 15. März 1944 die Aufnahme in die NSDAP und wurde zum 20. April desselben Jahres aufgenommen (Mitgliedsnummer 10.100.015). Er wurde im November 1944 von der Oberschule zur Wehrmacht einberufen und nahm am Zweiten Weltkrieg teil. Im Mai 1945 geriet er in französische Kriegsgefangenschaft, aus der er im November 1946 in die Sowjetische Besatzungszone zurückkehrte. 1947 schloss er die Oberschule ab und trat in die SED ein. Er absolvierte einen entsprechenden Ausbildungskurs und arbeitete bis 1949 als Neulehrer. Dann nahm er ein Studium der Geschichte und Pädagogik an der Pädagogischen Hochschule Potsdam auf, das er 1953 mit dem Staatsexamen abschloss.
Von 1952 bis 1957 leitete Fricke die Abteilung „Fernstudium“ für Diplom-Historiker an der PH Potsdam bzw. an der Humboldt-Universität Berlin. 1953/54 hatte er eine planmäßige wissenschaftliche Aspirantur an der Humboldt-Universität inne. Im September 1954 promovierte er bei Karl Obermann über den Ruhrbergarbeiterstreik von 1905. Bis 1957 war er als wissenschaftlicher Oberassistent und Dozent tätig.
Nachdem Fritz Klein die Chefredaktion entzogen worden war, wurde Fricke 1957 Chefredakteur der Zeitschrift für Geschichtswissenschaft (ZfG). Er habilitierte sich im Mai 1960 über Die Berliner politische Polizei im Kampf gegen die deutsche Arbeiterbewegung (1878–1890) und wurde im September 1960 als Nachfolger von Max Steinmetz zum Professor mit Lehrauftrag für Deutsche Geschichte der Neuzeit und neuesten Zeit an der Friedrich-Schiller-Universität Jena ernannt. Zu diesem Zeitpunkt gehörte er bereits offiziell zu den „fähigsten und klarsten Nachwuchskadern“ der DDR-Geschichtswissenschaft. Nach seiner Berufung nach Jena gab Fricke 1961 die Chefredaktion der ZfG an Rolf Rudolph ab und wechselte in das Redaktionskollegium, dem er bis 1990 angehörte.
Im September 1962 wurde Fricke mit vollem Lehrauftrag Professor für Deutsche Geschichte der Neuzeit und neuesten Zeit an der Friedrich-Schiller-Universität Jena (FSU Jena). 1966 wurde sein Lehrstuhl zusätzlich der Geschichte der Arbeiterbewegung gewidmet. Von 1960 bis 1970 amtierte Fricke zugleich als Direktor des Historischen Instituts der FSU Jena. Von 1966 bis 1968 war er außerdem Dekan der Philosophischen Fakultät. Er galt als ideologisch geschulter Redner und energischer Vertreter des Marxismus-Leninismus. Die III. Hochschulreform der DDR, durch welche die Fakultät 1968 aufgelöst wurde, gestaltete er entscheidend mit, indem er an der IV. Hochschulkonferenz im Februar 1967 und am VII. Parteitag der SED teilnahm, wo die entsprechenden Beschlüsse getroffen wurden. 1973 nahm er eine Gastprofessur in der UdSSR wahr.
Sein Jenaer Kollege Peter Schäfer schildert Fricke in seinen Erinnerungen als „unbedingt linientreu“. Fricke habe „keine Abweichung von der reinen Lehre oder der Weisheit der Partei“ geduldet und „[s]elbst in der Gorbatschow-Ära von Glasnost und Perestroika bis zuletzt den rigiden Kurs Erich Honeckers und Kurt Hagers“ verteidigt. Frickes Tätigkeit in Jena endete wenige Monate nach der Wende und friedlichen Revolution in der DDR.

## Werk
Fricke gehörte zu einer neuen Generation marxistischer Historiker, die ihre akademische Ausbildung in der DDR erhalten hatten. Er veröffentlichte Überblicksdarstellungen zur Geschichte der Arbeiterbewegung, die 1987 schließlich in dem zweibändigen Handbuch zur Geschichte der deutschen Arbeiterbewegungen kulminierten und war ein zentraler Mitarbeiter der achtbändigen Geschichte der deutschen Arbeiterbewegung, bei der er die Arbeitsgruppe für die Zeit von Imperialismus bis Oktoberrevolution leitete. Dafür wurde er 1966 mit dem Nationalpreis der DDR, I. Klasse [Kollektiv] ausgezeichnet. Bereits 1963 hatte er den Vaterländischen Verdienstorden in Bronze erhalten. Während Walter Ulbricht Frickes Arbeit schätzte, war Fricke unter Kollegen wegen seiner scharfen Rezensionen gefürchtet.
In Jena wurde Fricke zu einer Führungsperson. Er betrieb Personalpolitik und nutzte seine Gestaltungsräume zum Aufbau einer von 1962 bis 1990 existierenden wissenschaftlichen Arbeitsgruppe zur Parteiengeschichte. 1961 bereits hatte er dafür Sorge getragen, dass Jena zum „Leitinstitut für die Erforschung der Geschichte der bürgerlichen Parteien“ wurde. Er rechtfertigte die Gründung der Arbeitsgruppe politisch damit, dass erfolgreiche Forschung zur Geschichte der Arbeiterbewegung auch Forschungen über ihre Gegner bedürfe. Insofern verstand Fricke die Erforschung der bürgerlichen Organisationen als „Gegnerforschung“, die gleichzeitig auf eine Auseinandersetzung mit den ebenfalls als „Gegnern“ begriffenen westdeutschen Historikern zielte. Wissenschaftlich stützte sich Fricke auf den Parteienbegriff Wladimir Iljitsch Lenins, wonach die Parteien auf die Klasse zurückzuführen seien. Andere Parteiendefinitionen lehnte er ab. Das Mehrparteiensystem der Bundesrepublik Deutschland charakterisierte er als Farce und das Parteiengesetz als Kodifizierung einer „offen militärisch-faschistischen Diktatur in Westdeutschland“.
Das mehrbändige Handbuch zur Parteiengeschichte (1968, 1970), an dem insgesamt etwa 60 Autoren mitgearbeitet hatten, wurde gleichwohl durch seine Übersichtlichkeit und seinen Faktenreichtum zu einem Standardwerk, das auch in der westdeutschen Geschichtswissenschaft Anerkennung fand. Die DDR-Parteienforschung, so äußerte sich etwa Gerhard A. Ritter 1973, habe die historische Parteienforschung in Deutschland gefördert. Kritik, die Ritter zugleich an den sozialhistorischen Defiziten der ersten Bände übte, fand in den weiteren Arbeiten am späteren Lexikon der Parteiengeschichte Berücksichtigung, ohne dass man indes an die neuen sozial-, mentalitäts- und kulturgeschichtlichen Ansätze der Parteienforschung des Westens anschließen konnte.
Mitte 1970 bildete Fricke in Jena außerdem die Forschungsgemeinschaft „Geschichte der nichtproletarischen demokratischen Kräfte in Deutschland“, die der Geschichte der demokratischen Kräfte außerhalb der Arbeiterbewegung differenzierter und positiver entgegentreten sollte. 1981 wurde dazu der Sammelband Deutsche Demokraten herausgegeben.
Das gegenüber dem Handbuch deutlich differenzierender und politisch-ideologisch zurückhaltender formulierte Lexikon zur Parteiengeschichte erschien ab 1983 gleichzeitig als Lizenzausgabe im Pahl-Rugenstein Verlag in der Bundesrepublik und wurde dort ebenfalls als Standardwerk gewürdigt, zu dem es kein westdeutsches Pendant gebe.
Sowohl Dieter Fricke als auch Manfred Weißbecker haben nach 1990 Defizite ihres Forschungsvorhabens eingestanden, gleichwohl aber nicht thematisiert, dass in der Sektion Geschichtswissenschaften abweichende Thesen von Mitarbeitern deren wissenschaftliche Karrieren blockieren konnten. So ließ Fricke das Habilitationsverfahren von Hans Herz scheitern.
Frickes Persönlichkeit und wissenschaftliche Leistung werden unterschiedlich beurteilt. Während der Marburger Politologe Georg Fülberth bedauert, dass Frickes wissenschaftliche Leistungen angesichts seiner DDR-Karriere nach dem Ende der DDR nicht genügend gewürdigt worden seien, berichtet Lutz Niethammer, die Mitarbeiter Frickes hätten ihren Chef „gehasst“. Fricke habe sein Team für Werke ausgebeutet, die sich hätten sehen lassen können und als vorbildliche Gemeinschaftsleistung erschienen, ohne selber ein Vorbild gewesen zu sein. Er sei von seinen eigenen Mitarbeitern in der Wende vertrieben worden, während westdeutsche Historiker ihn wohl eher positiv bewertet hätten. Peter Schäfer, einer von Frickes Mitarbeitern, erinnert sich dagegen, dass er Lehre und Forschung nach eigenen Vorstellungen habe gestalten können und ihm Fricke viel freie Hand gelassen habe. Fricke habe ihn im „Allgemeinen in Ruhe arbeiten“ lassen. Hans-Werner Hahn und Tobias Kaiser würdigen, dass die Arbeitsgruppe ihr Entstehen und ihren Erfolg im Wesentlichen Frickes administrativen und wissenschaftlichen Fähigkeiten verdankte.

## Auszeichnungen
- Nationalpreis der DDR I. Klasse für Wissenschaft und Technik (1966)

## Schriften (Auswahl)

### Monographien
- Der Ruhrbergarbeiterstreik von 1905. 1. Auflage. Rütten & Loening, Berlin 1955.
- Bismarcks Prätorianer. Die Berliner politische Polizei im Kampf gegen die deutsche Arbeiterbewegung (1871–1898). Rütten & Loening, Berlin 1962.
- Zur Organisation und Tätigkeit der deutschen Arbeiterbewegung (1890–1914): Dokumente und Materialien. Verlag Enzyklopädie, Leipzig 1962.
- Die deutsche Arbeiterbewegung 1869–1890. Ihre Organisation und Tätigkeit. Verlag Enzyklopädie, Leipzig 1964.
- Julius Schaxel (1887–1943): Leben und Kampf eines marxistischen deutschen Naturwissenschaftlers und Hochschullehrers. Urania-Verlag, Jena FSU 1964.
- Student und Nation. Friedrich-Schiller-Univ. Jena 1966.
- Die deutsche Arbeiterbewegung 1869 bis 1914. Ein Handbuch über ihre Organisation und Tätigkeit im Klassenkampf. Dietz Verlag, Berlin 1976 (Lizenzausgabe: Das Europäische Buch, Berlin 1976, ISBN 3-920303-64-4).
- „… und ausgelacht obendrein!“. Heiteres und Ernstes aus dem Kampf der deutschen Arbeiterklasse gegen das Sozialistengesetz 1878–1890. Dietz Verlag, Berlin 1978.
- Kleine Geschichte des Ersten Mai. Die Maifeier in der deutschen und internationalen Arbeiterbewegung. Dietz Verlag, Berlin 1980.
- Handbuch zur Geschichte der deutschen Arbeiterbewegung 1869–1917. In zwei Bänden. Dietz, Berlin 1987, ISBN 3-320-00847-1.

### Aufsätze
- Zur Rolle des Militarismus nach innen in Deutschland vor dem ersten Weltkrieg, darin reproduziert der Erlaß Verhalten bei inneren Unruhen des kommandierenden Generals des VII. Armeekorps, Freiherr von Bissing, Münster vom 30. April 1907, in Zeitschrift für Geschichtswissenschaft, 6, Nr. 6 (1958), S. 1298–1310.
- Der Reichsverband gegen die Sozialdemokratie von seiner Gründung bis zu den Reichstagswahlen von 1907. In: Zeitschrift für Geschichtswissenschaft 7, Nr. 2 (1959), S. 237–280.
- Die bürgerlichen Parteien und die Lebensfragen der deutschen Nation. Zur Erforschung und Darstellung der Geschichte der bürgerlichen Parteien in Deutschland. In: Zeitschrift für Geschichtswissenschaft 11, Nr. 1 (1963), S. 29–77.
- Probleme der Organisation und Leitung eines Forschungskollektivs. In: Zeitschrift für Geschichtswissenschaft 13 (1965), S. 957–972.
- Methodologische Probleme der Erforschung und Darstellung der Geschichte der bürgerlichen Parteien und anderen bürgerlicher Interessenorganisationen in Deutschland. In: Wissenschaftliche Zeitschrift der Friedrich-Schiller-Universität Jena (Gesellschafts- und sprachwissenschaftliche Reihe) 14 (1965), S. 177–190.
- Die Bedeutung Lenins für die Erforschung der nichtproletarischen demokratischen, antimilitaristischen und antiimperialistischen Kräfte in Deutschland von der Mitte des 19. Jahrhunderts bis 1945. In: Jenaer Beiträge zur Parteiengeschichte 26–27 (1970), 3–42.
- Zu einigen Fragen des Wechselverhältnisses von Partei und Klasse in der deutschen Arbeiterbewegung vor dem ersten Weltkrieg. In: Wissenschaftliche Zeitschrift der Friedrich-Schiller-Universität Jena (Gesellschafts- und sprachwissenschaftliche Reihe) 23 (1974), S. 753–769.
- Methodologische Probleme der Erforschung des Kampfes der bürgerlichen Parteien um Einfluß unter den werktätigen Massen. In: Jenaer Beiträge zur Parteiengeschichte 39 (1976), S. 1–54.
- Über das komische und den Humor in der Geschichte. Betrachtungen zu einem sowohl ernsten als auch heiteren Thema. In: Politik und Gesellschaft im alten Österreich. Festschrift für Rudolf Neck zum 60. Geburtstag. Band 2. Verlag für Geschichte und Politik, Wien 1981, ISBN 3-7028-0189-8, S. 315–326.
- Die politische Organisation der bürgerlichen Gesellschaft in Deutschland von 1789 bis zur Gegenwart in der BRD. Aufgaben und Probleme ihrer historischen Erforschung. In: Jenaer Beiträge zur Parteiengeschichte 49 (1988), S. 14–50.
- Die Entwicklung und Ausbreitung der Parteiorganisation der deutschen Sozialdemokratie 1875–1914. Probleme ihrer weiteren Erforschung und Darstellung. In: Gerhard A Ritter u. Elisabeth Müller-Luckner (Hrsg.): Der Aufstieg der deutschen Arbeiterbewegung. Sozialdemokratie und Freie Gewerkschaften im Parteiensystem und Sozialmilieu des Kaiserreiches. Oldenbourg, München 1990, S. 145–160.
- Der „Deutschbund“. In: Uwe Puschner, Walter Schmitz, Justus H. Ulbricht (Hrsg.): Handbuch zur „Völkischen Bewegung“ 1871–1918. Saur, München 1996, S. 328–340.
- Die Übersichten der Berliner politischen Polizei über die Lage der sozialdemokratischen und anarchistischen Bewegung 1878 bis 1913. Zum Abschluß ihrer Veröffentlichung. In: Eva Schöck-Quinteros, Hans Kloft, Franklin Kopitzsch und Hans-Josef Steinberg (Hrsg.): Bürgerliche Gesellschaft – Idee und Wirklichkeit. Festschrift für Manfred Hahn. trafo, Berlin 2004, S. 133–142.
- Parteiengeschichte an der Universität Jena: Erste Versuche einer nicht nur auf die Forschung bezogenen Bilanz. In: Beiträge zur Geschichte der Arbeiterbewegung 49 (2007), S. 5–18.
- Soziale Observatorien – Das erste deutsche Arbeitersekretariat in Nürnberg (1894–1904). In: Beiträge zur Geschichte der Arbeiterbewegung 50 (2008), S. 3–48.

### Herausgeberschaften
- (als Leiter) et al.: Die bürgerlichen Parteien in Deutschland. Handbuch der Geschichte der bürgerlichen Parteien und anderer bürgerlicher Interessenorganisationen vom Vormärz bis zum Jahre 1945. In 2 Bänden. Verl. Enzyklopädie, Leipzig 1968, 1970.
- Dokumente zur deutschen Geschichte 1910–1914. Deutscher Verlag der Wissenschaften, Berlin 1976.
- Deutsche Demokraten. Die nichtproletarischen demokratischen Kräfte in Deutschland 1830 bis 1945. Pahl-Rugenstein, Köln 1981, ISBN 3-7609-0590-0.
- (als Leiter) et al.: Lexikon zur Parteiengeschichte. Die bürgerlichen und kleinbürgerlichen Parteien und Verbände in Deutschland (1789–1945). In vier Bänden. 1. Auflage. Bibliograph. Institut, Leipzig 1983–1986.